# Banco oceánico

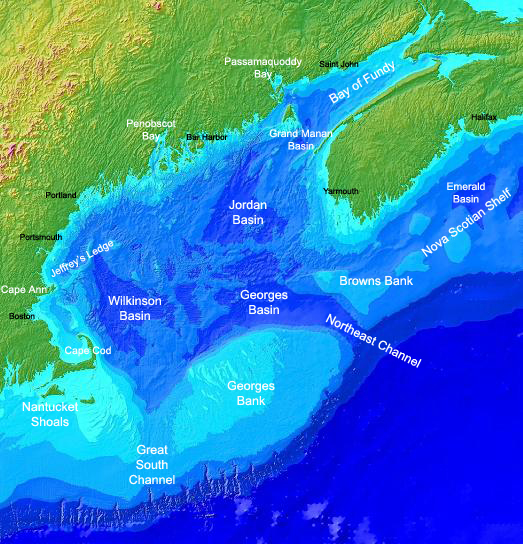
El banco Georges en el golfo de Maine, representado en la imagen con el color celeste.

Un banco oceánico, a veces denominado banco de pesca o simplemente banco, es un sitio del mar que es poco profundo en comparación con sus alrededores, como un banco de arena o la cima de un monte submarino. Al igual que los taludes continentales, los bancos oceánicos pueden aflorar si las mareas y otros flujos los interceptan, lo que da como resultado corrientes ricas en nutrientes. Debido a esto, algunos de los bancos de mayor tamaño, como el banco Dogger y los grandes bancos de Terranova, se encuentran entre las mejores zonas de pesca del mundo. Algunos bancos, tales como el Arrecife Wachusett, fueron reportados en el siglo XIX por los navegantes, pero su existencia es dudosa.

## Tipos
Los bancos oceánicos pueden ser de naturaleza volcánica. A la vez, pueden ser de carbono o de tierra. En las zonas tropicales, algunos bancos son atolones sumergidos. Como no están asociados con ninguna masa de tierra, no tienen una fuente de sedimentos externa. Los bancos de carbonato son plataformas que emergen desde las profundidades del océano; los de tierra, depósitos de sedimento elevados.
Los montes submarinos, por el contrario, son montañas que nacen en las profundidades del mar y están más elevadas en comparación con la zona de los fondos marinos. Ejemplos de estos son los montes Pioneer y Guide, al oeste de las islas Farallón. El primero tiene una profundidad de 1000 metros. En otros casos, algunas partes de un banco pueden sobrepasar la superficie del agua y formar islas.

## Bancos de importancia
Los bancos más grandes del mundo son:
- Grandes Bancos de Terranova (de 280 000 km²)[4] - banco de tierra
- Banco de las Agujas (116 000 km²)[5]
- Bancos de Bahamas (95 798,12 km²)
- Saya de Malha (de 35000 km² )
- Banco de las Mascareñas (de 31000 km², incluyendo las islas de 266 km²)
- Banco Georges (28 800 km²) - banco de tierra
- Banco Lansdowne  (de 4300 km²,[6] al oeste de Nueva Caledonia, menor profundidad: 3,7 m)
- Banco Dogger (17600 km², menor profundidad: 13 m)
- Pequeño banco de Bahamas (14 260,64 km², tiene islas, pese a que la zona no)
- Gran Banco de Chagos (12 642 km², incluyendo las islas de 4,5 km²)
- Banco Reed, Islas Spratly (8,866 km², profundidad mínima de 9 m)
- Banco de Caicos (7680 km², incluyendo las islas de 589,5 km²)
- Banco Macclesfield (6448 km², profundidad mínima: 9,2 m)
- Banco del Norte o Banco Ritchie (de 5800 km², al norte de Saya de Malha, menor profundidad <10 m)
- Placer de los Roques (5226,73 km², incluyendo las islas de 14,87 km²)
- Rosalind Banco (4500 km², menos de la profundidad de 7,3 m)
- Banco de Pedro (2,474.33 km², menos de la profundidad de 16,4 m), que forma parte del subgrupo Amindivi  de Lakshadweep, en la India.